# Île Koniuji
L'île Koniuji (en aléoute Tanĝimax) est une île des Shumagin dans le golfe d'Alaska en Alaska.

## Géographie
Elle est située au nord-ouest de Atka et à l'est de l'île Kasatochi et fait partie du borough des Aléoutiennes orientales. 

## Description
Elle s'étend sur environ 1,5 km de longueur pour une largeur maximale de 933 m. 
Sur tous les côtés de l'île de Koniuji, à l'exception du sud et du sud-est, le littoral est abrupt atteignant une hauteur de 240 m. Le côté sud de l'île, au-dessus des falaises de la rive, descend graduellement jusqu'à une crête au nord et redescend dans un ravin qui traverse l'île. La pente vers le haut du côté sud est couverte d'herbe. L'extrémité nord-ouest de l'île est un point bas, plat, rocheux d'environ 180 m de long. Un vaste patch de varech s'étend au sud de l'île. 

## Faune
L'île Koniuji fournit un habitat de nidification pour près de 300 000 oiseaux de mer dont 70 % de pétrels à queue fourchue. 

## Notes et références

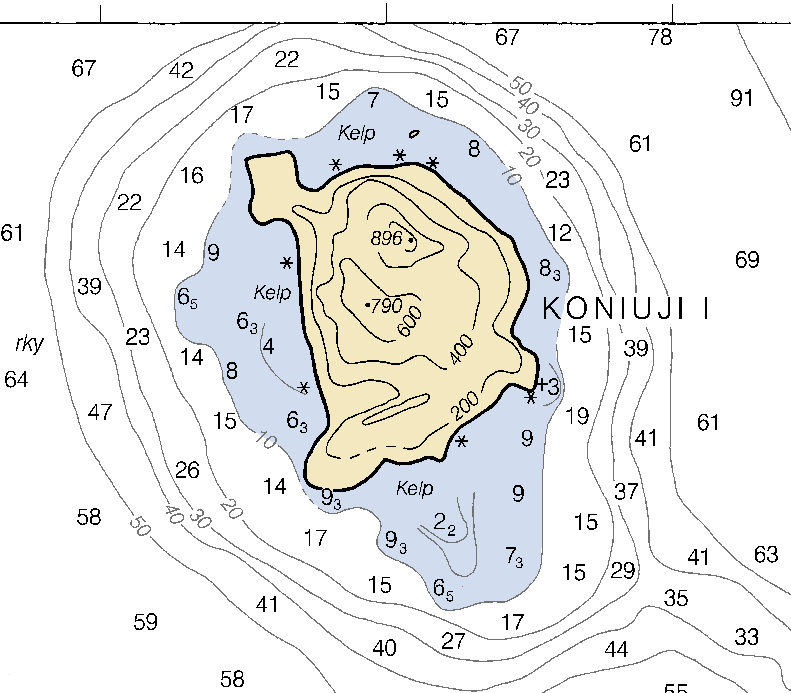
Carte nautique de l'île Kaniuji